# Argentopentlandite
La argentopentlandite è un minerale.